# Nachman Syrkin
Nachman Syrkin (en ruso Нахман Сыркин; 11 de febrero de 1868 - 6 de septiembre de 1924) fue un teórico político, fundador del sionismo laborista y un prolífico escritor en hebreo, yiddish, ruso, inglés y alemán.

## Biografía
Nacido en Mogilev, Imperio Ruso (actual Bielorrusia); Syrkin, influenciado en su juventud por Hovevei Zion y el Socialismo, se dedicó a sintetizar los dos conceptos junto a Dov Ber Borojov. 
Marie Syrkin, su hija, fue una destacada escritora, educadora y activista sionista estadounidense.

## Vida dentro del Sionismo
Syrkin fue uno de los líderes de la facción sionista socialista del Primer Congreso Sionista de 1897 además de uno de los primeros defensores del Fondo Nacional Judío. También fue la primera persona en proponer que la Aliá a Palestina formaran asentamientos colectivos.

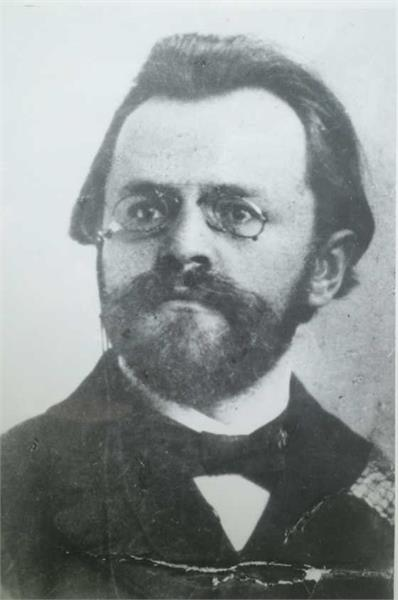
Nachman Syrkin

A diferencia de otros pensadores socialistas de la época, Syrkin se sentía cómodo con su herencia judía y, aunque no lo explica explícitamente en su ensayo "La cuestión judía y el Estado socialista judío" (1898), está claro que tenía en mente el énfasis bíblico en la estricta justicia social, independientemente de la riqueza, el poder o el privilegio. Sin embargo, vio al sionismo como un reemplazo del judaísmo tradicional:

«El nuevo judaísmo sionista contrasta completamente con el judaísmo del exilio... El sionismo desarraiga el judaísmo religioso de una manera más fuerte que la reforma o la asimilación, al crear nuevos estándares de 'judaísmo' que constituirán una nueva ideología que puede elevarse al estado de una religión.»

Syrkin trabajó para agrupar a sionistas por toda Europa central. Estudió y trabajó en Francia y Alemania. Cuando fue expulsado de Alemania en 1904, regresó a Rusia tras la Revolución de 1905 y participó en el Séptimo Congreso Sionista de Basilea de 1905 como delegado del nuevo Partido Socialista Obrero Sionista.
Syrkin no siempre estuvo convencido de que el estado judío debiera de estar ubicado en Palestina. Tal es así que durante varios años, después del Séptimo Congreso Sionista, abandonó la Organización Sionista y encabezó el ala socialista rusa del movimiento territorialista, la cual consideraba la región palestina como solo uno de los varios lugares donde poder crear el asentamiento y la autonomía de los judíos. En 1907 se traslada a Estados Unidos. Con su ingreso en 1909 en Poalei Zion (Trabajadores de Sion), del que llegó a ser líder, vuelve a la corriente de que debe ser Palestina el territorio de los judíos.

## Obras publicadas (en inglés)
- Essays on socialist Zionism (New York, Young Poale Zion Alliance of America, 1935, 64p). Includes:
  - The Jewish Question and the Jewish Socialist State (1898)
  - National independence and international unity (1917)